# 톱 모델

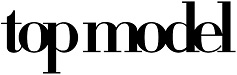
로고

《톱 모델》(영어: Top Model), 《넥스트 톱 모델》(Next Top Model), 《도전! 슈퍼모델》은 패션 텔레비전 프로그램이다. 이 프로그램에 참가하여 최종적으로 우승한 사람은 일반적으로 주요 모델링 에이전시와 계약을 맺고 패션 잡지에 표지 모델이 되는 등 모델링 경쟁 대회이다. 오리지널 시리즈는 미국의 《도전! 슈퍼모델》로, 켄 목의 10 바이 엔터테인먼트가 제작하여 2003년 처음 방영되었다.